# ELFEC
La Empresa de Luz y Fuerza Eléctrica de Cochabamba S.A., también conocida como ELFEC, es la empresa que distribuye energía eléctrica al Departamento de Cochabamba. Es una filial de la Empresa Nacional de Electricidad.

## Historia
La Compañía Luz y Fuerza Cochabamba fue fundada por Rafael Urquidi y un grupo de ciudadanos cochabambinos en 1908 ante el Dr. Balbino Costas, Notario de Fé Pública.
En enero de 1910 propuso construir un ferrocarril eléctrico de Quillacollo a Arani, propuesta aceptada por ley por el gobierno del Presidente Eliodoro Villazón.
El 10 de febrero de 1955 el gobierno de Víctor Paz Estenssoro promulga el Decreto Supremo 3953 que nacionaliza ELFEC por primera vez dejando su administración a cargo de la Corporación Boliviana de Fomento. Luego pasa a manos de ENDE y de las Alcaldías de Cochabamba, Arani, Colomi, Quillacollo, Sacaba, Sipe Sipe, Tiquipaya y Vinto.
EMEL fue la primera en adquirir las acciones de ELFEC S.A. después de que se dispuso su privatización,  comprando a un valor de 50.270.331 dólares estadounidenses. superando un 21.3% de las expectativas (41.217.743 USD),  la adjudicación fue realizada el 24 de agosto de 1995.  Posteriormente, las acciones de EMEL fueron adquiridas por Pennsylvania Power & Light Global. Pero en 2007, esta buscaba deshacerse de ELFEC y por eso ofreció las acciones que poseía en la empresa cochabambina a través de JP Morgan.
Al no lograr resultados, ejecutivos de PPLG en ELFEC constituyen tres empresas offshore con sede en Panamá y en las Islas Caimán. SOELBO (Sociedad Eléctrica Boliviana), es la única offshore que no es disuelta hasta lograr la venta.
En 2008, SOELBO se constituye en el intermediario directo en territorio boliviano que logra vender ELFEC a COMTECO, al vender la offshore las acciones de su subsidiaria boliviana y propietaria de ELFEC, Luz del Valle Inversiones S.A., a la cooperativa.
El Decreto Supremo 1178 del 29 de marzo de 2012 arrebata todas las acciones que Luz del Valle Inversiones S.A. (como subsidiaria de COMTECO) poseía en ELFEC a favor de la Empresa Nacional de Electricidad, ELFEC es nacionalizada por segunda vez. La empresa sigue siendo privada, pero ENDE posee más del 97% de las acciones. COMTECO, de acuerdo a sus consejeros y ejecutivos, tendría que haber recibido una compensación por la nacionalización, pero no la recibe.
En 2016, tras la filtración de los Papeles de Panamá, SOELBO y las otras dos offshore figuraban en las listas filtradas por el ICIJ, por lo que se activaron juicios contra ejecutivos e interventores de Luz del Valle, COMTECO y la ELFEC privatizada.
En septiembre de 2020, el gobierno interino de Jeanine Áñez intentó revertir la nacionalización y privatizar ELFEC a favor de COMTECO. Tras una crisis de gabinete y otros escándalos, las intenciones de realizar aquello se vieron reducidas a un Decreto que solicitaba un análisis exhaustivo sobre la situación de ELFEC como empresa privada y como filial de ENDE. Tras la victoria de Luis Arce, el plan fue cancelado por completo. Se denunció posteriormente que la operación le hubiese generado un daño económico al estado de Bs. 940 MM.